# Serbiens progressiva parti
Serbiens progressiva parti (serbiska: Српска Наредна Странка, förkortat СНС/Srpska napredna stranka, SNS) är ett serbiskt nationalkonservativt högerparti, bildat den 21 oktober 2008 av Tomislav Nikolić och 20 andra parlamentsledamöter från Serbiska radikala partiet.

## Historia
Serbiens progressiva parti bildades hösten 2008 genom en utbrytning ur Vojislav Šešeljs Radikala parti (förkortat SRS). 21 parlamentsledamöter med Tomislav Nikolić och Aleksandar Vučić i spetsen gick emot partilinjen i EU-frågan, vilket resulterade i att de blev uteslutna ur partiet. Öppningskongressen hölls den 21 oktober 2008, och Tomislav Nikolić och Aleksandar Vučić valdes till ordförande respektive vice-ordförande.
Nikolić var partiets kandidat i presidentvalet 2012. Han besegrade den sittande presidenten Boris Tadić från mitten-vänsterorienterade Demokratiska partiet (DS). Presidentvalet hölls den 6 maj 2012, samma dag som parlamentsvalet, i vilket SNS blev största parti med 24% av rösterna och 73 mandat. Efter valet fick Serbien en koalitionsregering bestående av SNS, Serbiens socialistiska parti (SPS) och ytterligare några partier. SPS-ledaren Ivica Dačić blev premiärminister, och Vučić vice-premiärminister.
I mars 2014 hölls ett nytt val, och SNS fick närmare hälften av rösterna. Koalitionsregeringen fortsatte att styra Serbien även efter valet, men nu med Vučić som premiärminister. Ytterligare ett val hölls 2016, och SNS befäste sin ställning som Serbiens största parti.
Vučić var SNS kandidat i presidentvalet 2017, och blev vald med 55% av rösterna redan i första omgången. Han utsåg Ana Brnabić till sin efterträdare. Serbien fick därmed sin första kvinnliga och homosexuella regeringschef.